# Drosophila suzukii
Drosophila suzukii este o specie de muște din genul Drosophila, familia Drosophilidae. A fost descrisă pentru prima dată de Matsumura în anul 1931. Conform Catalogue of Life specia Drosophila suzukii nu are subspecii cunoscute.

## Galerie

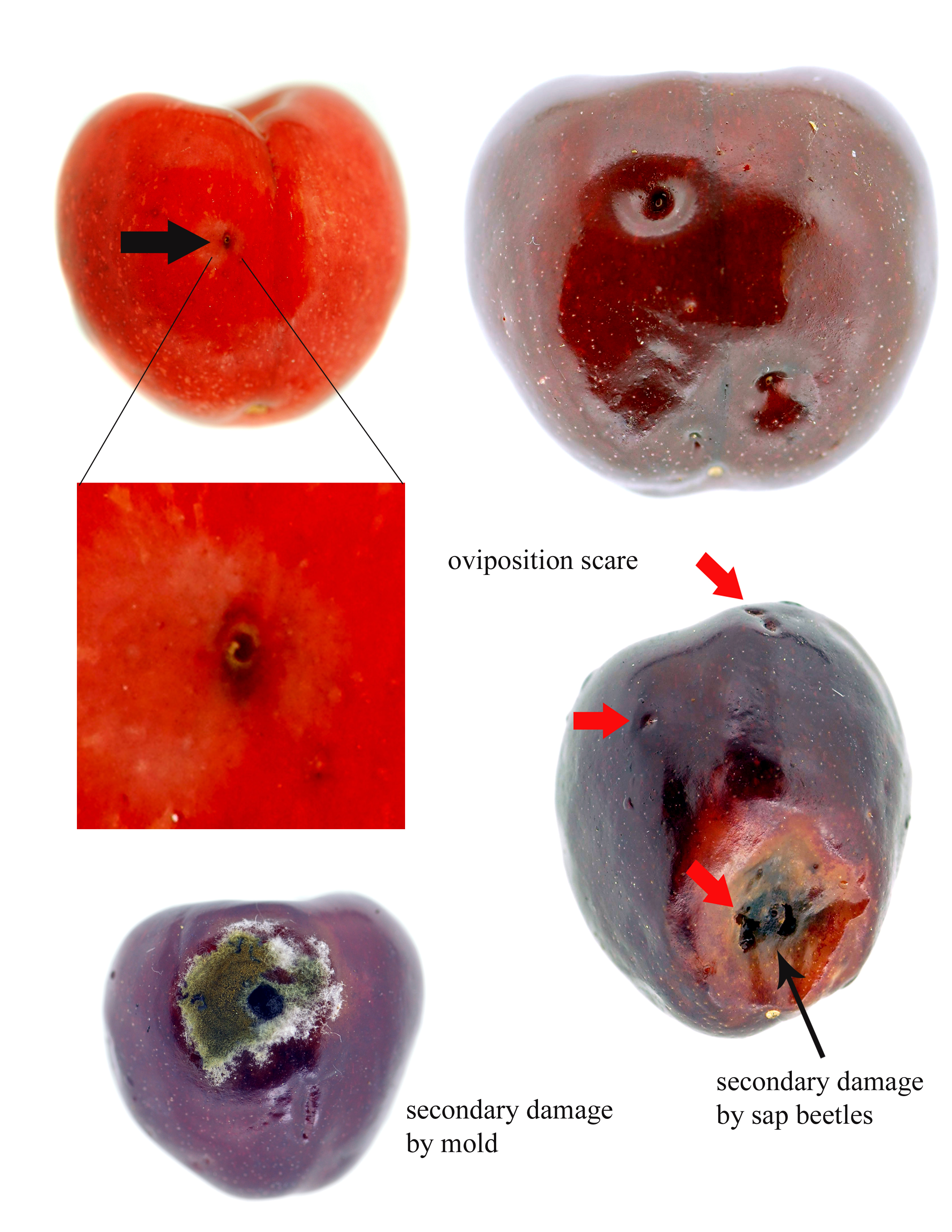
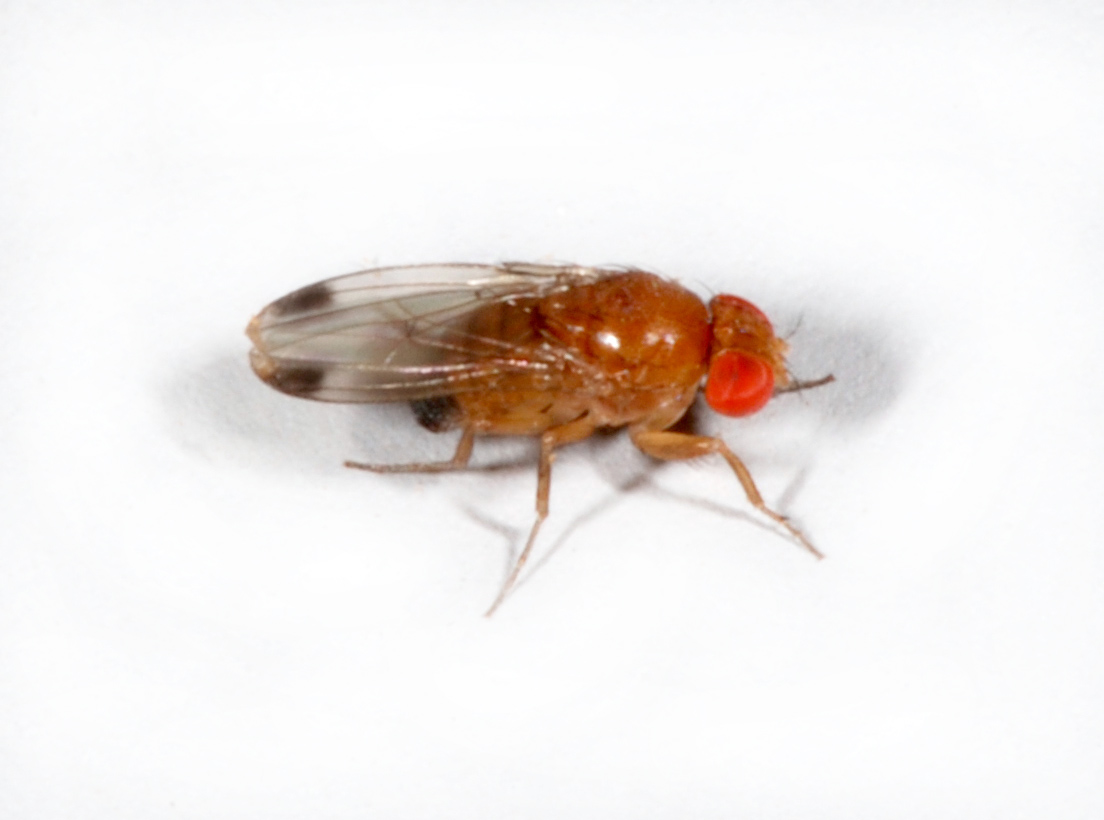
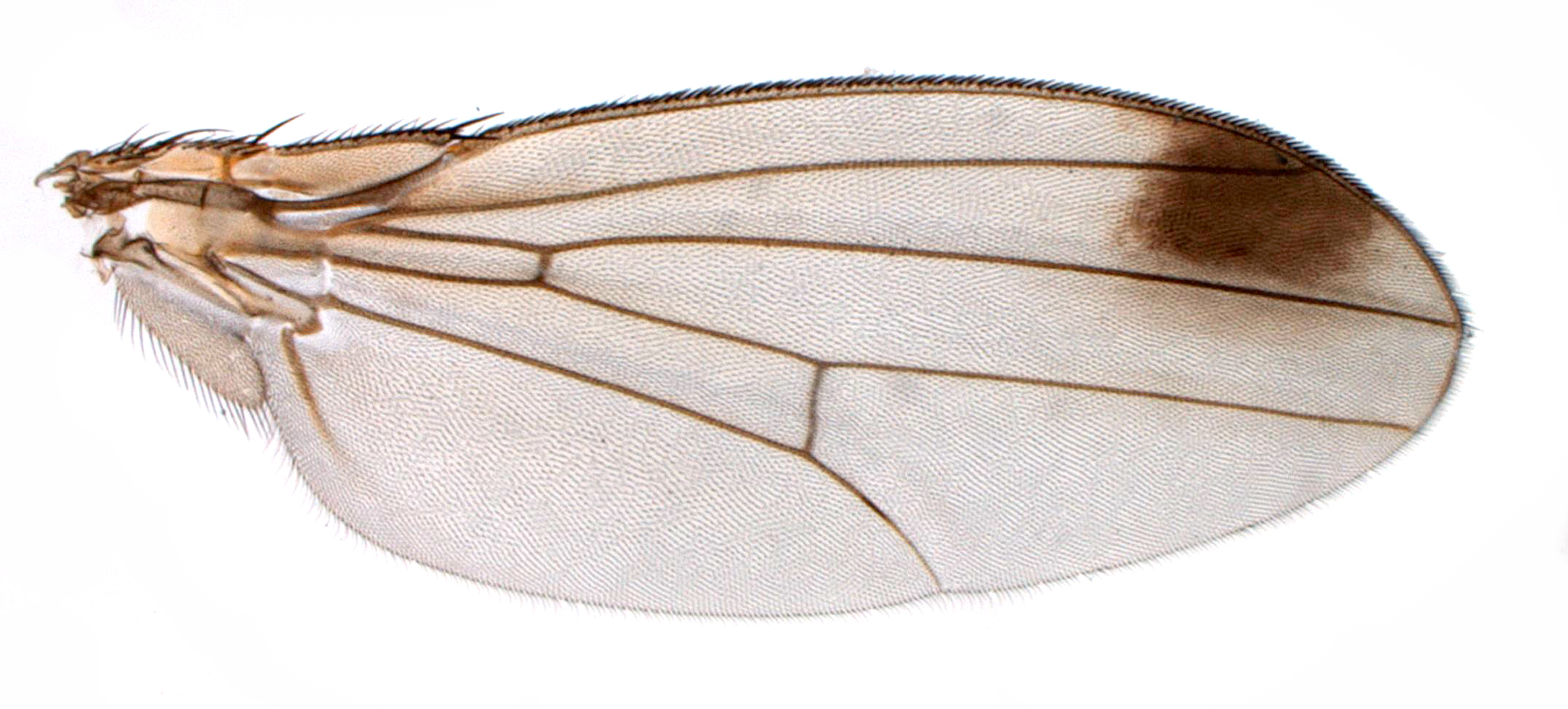
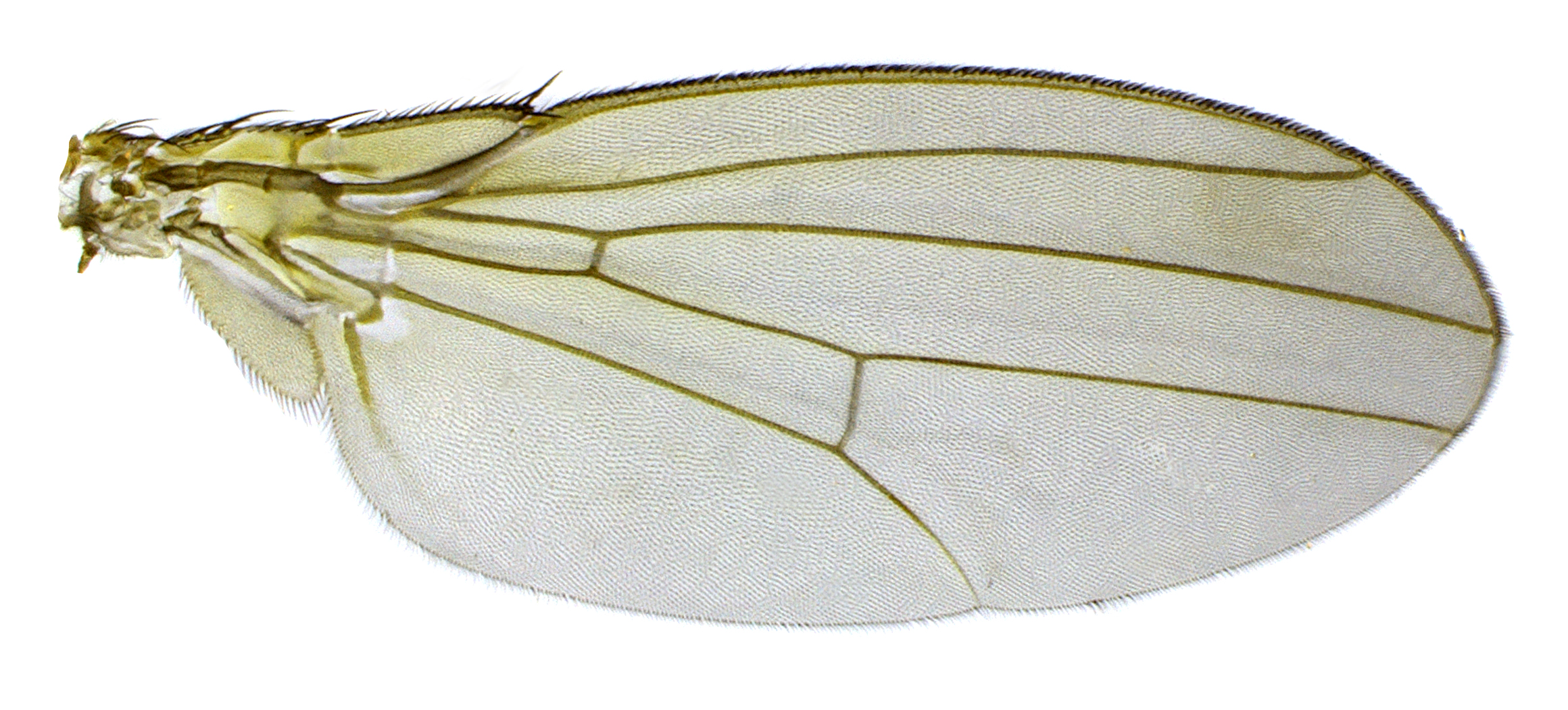
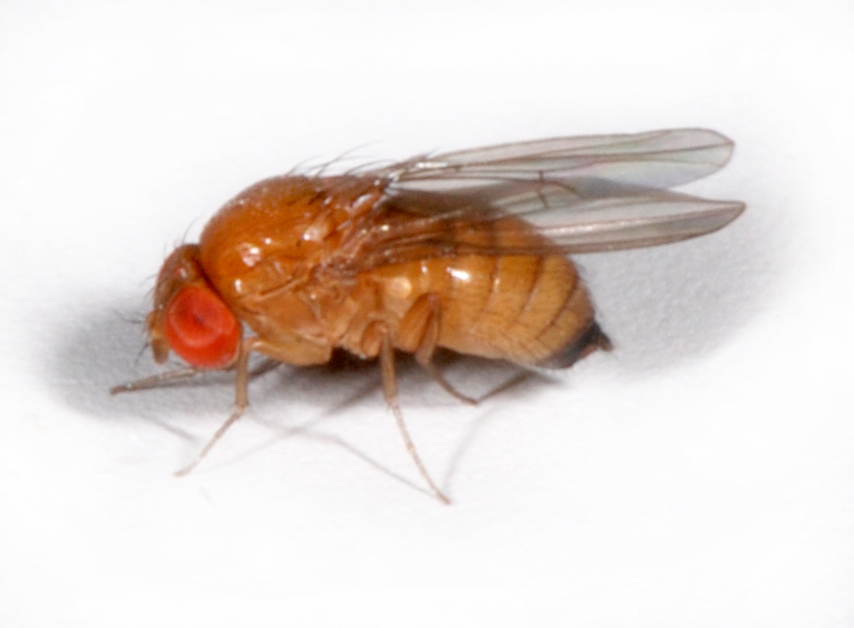
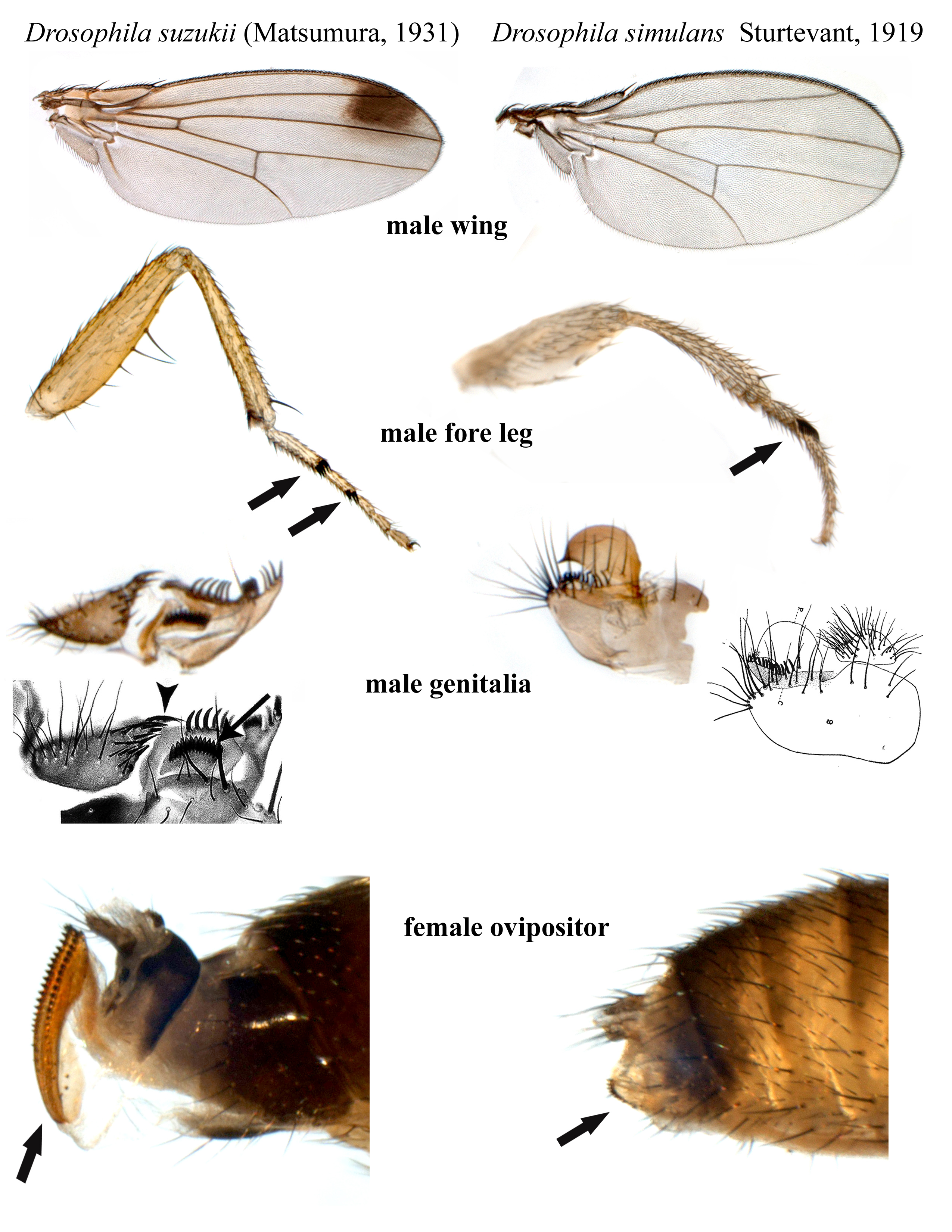